# Dídac Montfar Sorts i Cellers
Dídac Montfar Sorts i Cellers (Barcelone, 1600 - Terrassa, 1652) est un historien catalan qui a participé à la victoire de Montjuïc des catalans sur l'armée hispanique. 
Archiviste de la Couronne d'Aragon, il a commandé l'artillerie catalane lors de la bataille de Montjuïc le 26 janvier 1641 durant la Guerre des faucheurs.
La cité de Barcelone a donné son nom à une rue.